# Чжанъу
Чжанъу́ (кит. упр. 彰武, пиньинь Zhāngwǔ) — уезд городского округа Фусинь провинции Ляонин (КНР).

## История
Уезд был образован в 1902 году. Был назван «Чжанъу», так как располагался к северу от ворот Чжанъу Ивового палисада. После Синьхайской революции 1911 года вошёл в состав провинции Фэнтянь, которая в 1929 году была переименована в Ляонин.
После образования в 1932 марионеточного государства Маньчжоу-го уезд оказался в составе провинции Фэнтянь, с 1934 года — в составе провинции Цзиньчжоу; по окончании Второй мировой войны вошёл в состав провинции Ляобэй. В 1949 году провинция Ляобэй была расформирована, и уезд оказался в составе новосозданной провинции Ляоси. В 1954 году провинция Ляоси была расформирована, и уезд вошёл в состав воссозданной провинции Ляонин, где сначала подчинялся властям Специального района Цзиньчжоу (锦州专区), а после его расформирования в 1958 году — властям Фусиня.

## Административное деление
Уезд Чжанъу делится на 18 посёлков, 4 волости и 2 национальные волости.

## Соседние административные единицы
Уезд Чжанъу граничит со следующими административными единицами:
- Фусинь-Монгольский автономный уезд (на юго-западе)
- Город субпровинциального значения Шэньян (на востоке)
- Автономный район Внутренняя Монголия (на северо-западе)